# Öratjärnen (Bjursås socken, Dalarna)
Öratjärnen är en sjö i Falu kommun i Dalarna och ingår i Dalälvens huvudavrinningsområde.